# Alexander Lake (Douglas County, Wisconsin)
Der Alexander Lake ist ein See im Douglas County im Norden Wisconsins, östlich der Stadt Wascott, mit einer Fläche von circa 20,2 Hektar (50 Acre) und einer maximalen Tiefe von 3 Metern (10 feet). Circa zwei Kilometer nördlich befindet sich der Sauntrys Pocket Lake, ein Kilometer östlich der Haugen Lake und 3,5 Kilometer südwestlich der Mulligan Lake.
Als Fischarten kann man im Alexander Lake unter anderem Forellenbarsche (Micropterus salmoides) und Hechte (Esox lucius) finden. Die Nährstofflage im See ist mesotroph.